# Baie North Star
La baie North Star (en anglais : North Star Bay et en danois : North Star Bugt) est une baie du fjord de Wolstenholme (en) au Groenland.
La base aérienne de Thulé est située au bord de la baie. En 1968, l'accident de Thulé y eut lieu. 